# Johanneskirche (Hamburg-Rissen)

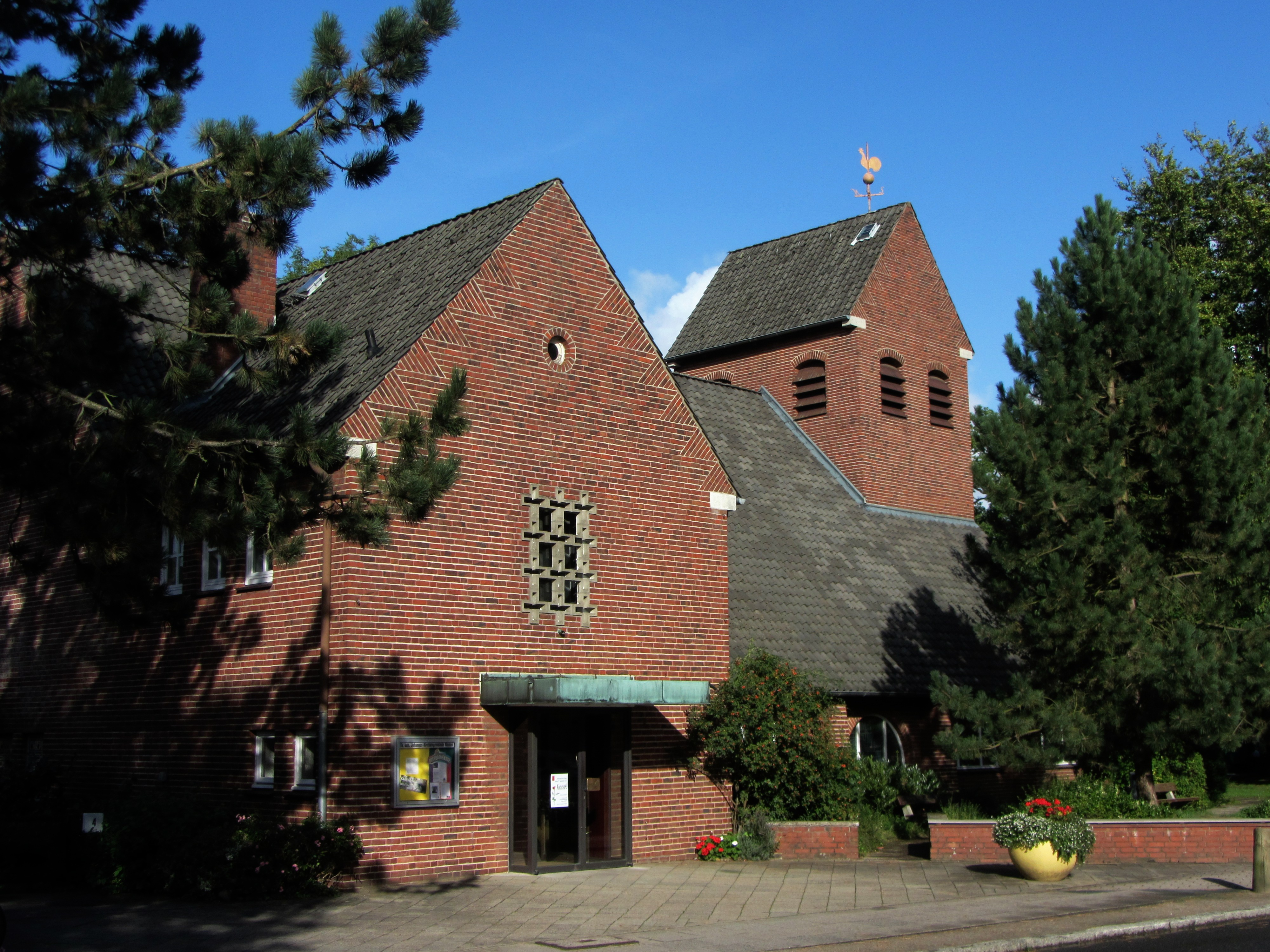
Ansicht von der Rissener Dorfstraße

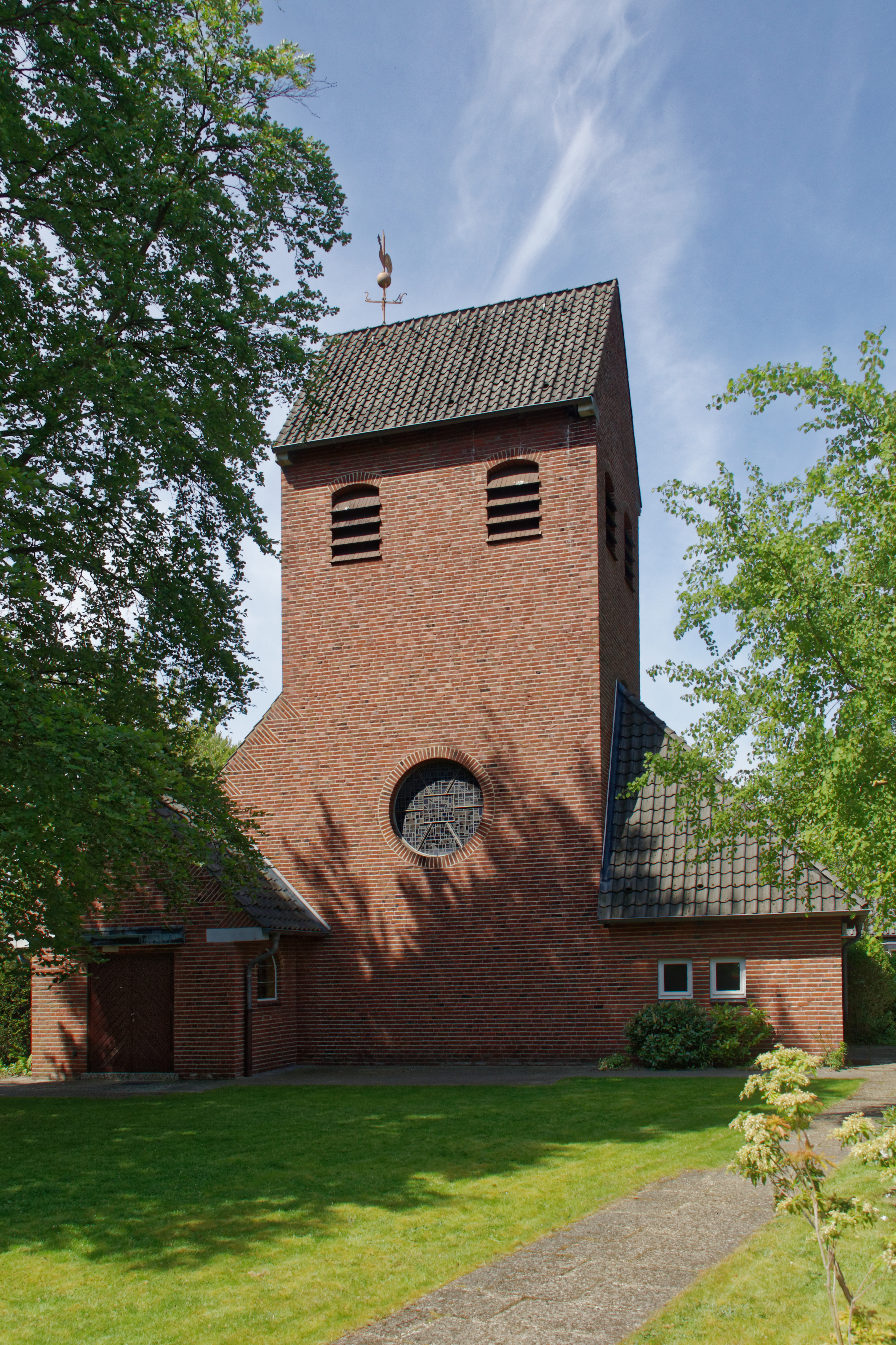
Ostseite des Turms

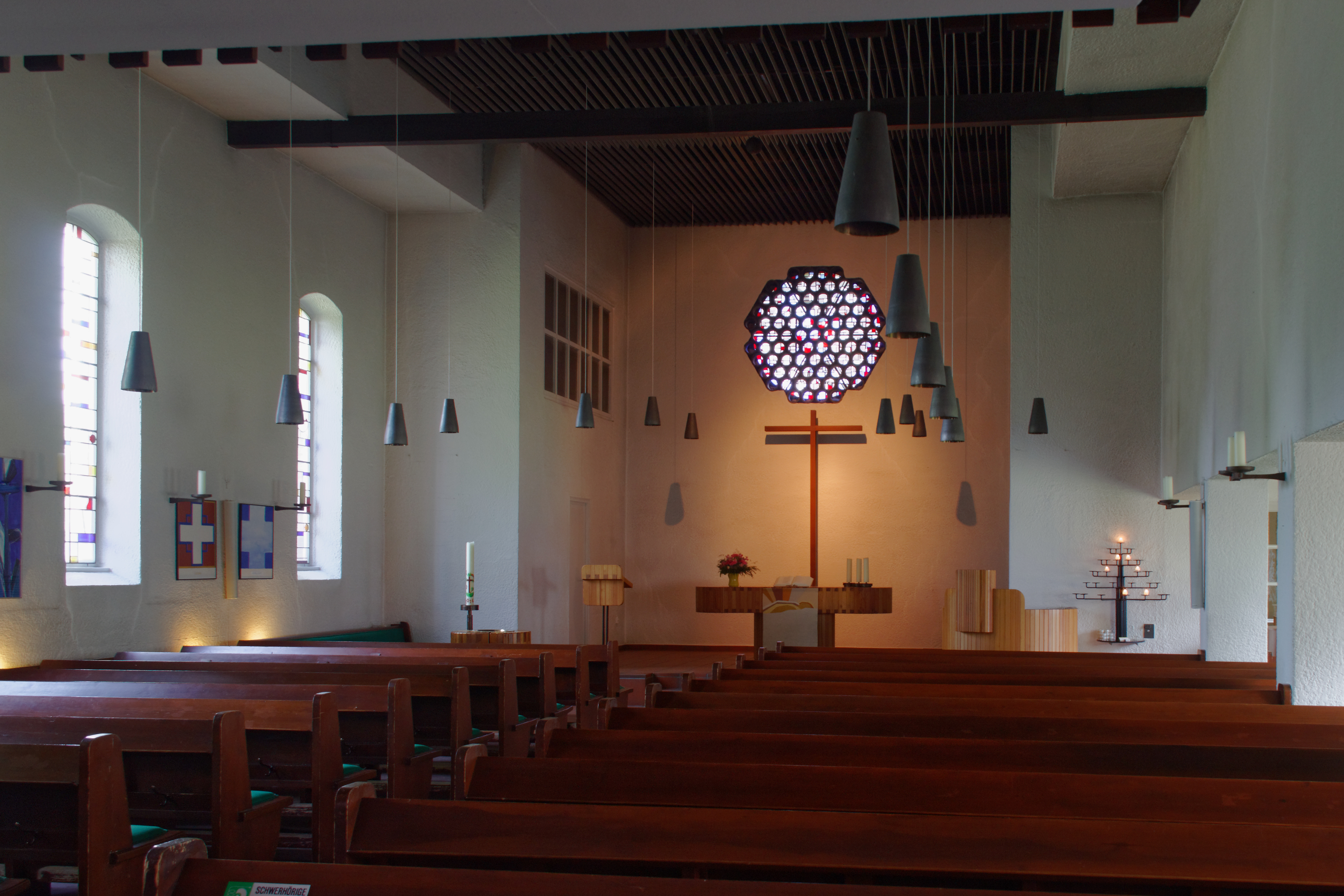
Altarraum und Teil des Kirchenschiffs (bis 2023)

Die evangelisch-lutherische Johanneskirche in Hamburg-Rissen liegt dort am östlichen Rand des Stadtteilzentrums unter der Adresse Rissener Dorfstraße 2. Sie wurde 1936 eingeweiht und führt den Namen Johanneskirche seit 1961.

## Geschichte und Bau der Kirche
Der Ort Rissen gehörte ursprünglich zum Kirchspiel Nienstedten und ab dem Ende des 19. Jahrhunderts kirchlich zu Blankenese. Seit 1925 richtete Blankenese eine eigene Pfarrstelle für die Orte Schenefeld, Sülldorf und Rissen ein. Diese war die Grundlage für die ab den frühen 1950er-Jahren eigenständige Gemeinde in Rissen.
Nachdem die Gemeinde Anfang 1934 das Grundstück erwerben konnte, auf dem heute die Kirche steht, erfolgten Planung und Bau von 1935 bis 1936 durch den Architekten Carl Bensel, Grundsteinlegung war am 29. September 1935, bereits am 6. November 1935 wurde das Richtfest gefeiert und am 15. März 1936 wurde die Kirche eingeweiht.
Das Gebäude ist ein zweischiffiger Backsteinbau, mit weit herunter gezogenem Satteldach. Diese Bauform ist an historische Dorfkirchen angelehnt und wurde während der ersten Phase des Nationalsozialismus für neue Kirchen populär. Wie bei anderen Kirchenbauten von Bensel sind auch hier Turm, Kirchenschiff und Altarraum im Inneren nicht voneinander getrennt.
Seit dem Bau der Kirche gab es einige kleinere Umbauten und Renovierungen, der größte Umbau erfolgte 1961 unter der Leitung von Heinz Graaf. In seinem Rahmen wurden durch Gerhard Hausmann die Fenster erneuert und die Fensterrosette über dem Altar ergänzt. Den bis dahin vorhandenen separaten Konfirmandensaal unter der Empore gliederte Graaf in das Kirchenschiff ein. Seit 1965 ergänzt das in unmittelbarer Nähe am Raalandsweg gelegene Gemeindehaus die Gebäude der Kirchengemeinde.
Zwischen 2023 und 2024 wurde die Johanneskirche durch das Hamburger Büro Andreas Rowold Architekt umgebaut und saniert. Dabei wurden Schäden an der Substanz repariert und die ursprünglichen Entwurfsideen Carl Bensels wieder geschärft. Die neue Ausgestaltung des Altarraums erfolgte durch Lutzenberger + Lutzenberger.

## Ausstattung
Der Altarraum zeigte seit der Neugestaltung im Jahr 1983 durch den Architekten Volker Jürgensen eine schlichte hölzerne bzw. holzverkleidete Ausstattung für Altar, Kanzel, Taufbecken und Lesepult. Diese wurden zum Beginn der Umbauarbeiten 2023 zerstört.
Ein von Otto Flath entworfenes Altarbild befindet sich im westlichen Teil des Kirchenschiffs.

### Glocken
Die ursprünglichen Glocken waren zwei Bronzeglocken der Gießerei Schilling, die jedoch schon 1940 zu Rüstungszwecken abgegeben werden mussten. Erst Ostern 1953 erhielt die Kirche wieder zwei neue Glocken.

### Orgel
Als erste Ausstattung erhielt die Kirche 1936 eine Furtwängler-Orgel, die 1962 durch eine Walcker-Orgel ersetzt wurde. 1994 beschloss der Kirchenvorstand den Bau einer komplett neuen Orgel und beauftragte dazu die Firma Hey Orgelbau.
Die heutige Hauptorgel steht auf der Westempore, sie wurde am 15. Dezember 1996 eingeweiht. Ihre Disposition lautet:
| I Hauptwerk C–c4 |           |    |
| 1.               | Prinzipal | 8′ |
| 2.               | Holzflöte | 8′ |
| 3.               | Praestant | 4′ |
| 4.               | Oktave    | 2′ |
| 5.               | Mixtur IV |    |
| 6.               | Trompete  | 8′ |

| II Positiv C–c4 |                 |    |
| 7.              | Gedackt         | 8′ |
| 8.              | Rohrflöte       | 4′ |
| 9.              | Prinzipal       | 2′ |
| 10.             | Sesquialtera II |    |
| 11.             | Scharff III     |    |
| 12.             | Dulcian         | 8′ |
|                 | Tremulant       |    |

| III Schwellwerk C–c4 |                  |       |
| 13.                  | Bordun           | 16′   |
| 14.                  | Flötenprinzipal  | 8′    |
| 15.                  | Viola da Gamba   | 8′    |
| 16.                  | Voix Céleste     | 8′    |
| 17.                  | Prinzipal        | 4′    |
| 18.                  | Flûte Harmonique | 4′    |
| 19.                  | Nasard           | 2 ⁄3′ |
| 20.                  | Waldflöte        | 2′    |
| 21.                  | Plein Jeu IV     |       |
| 22.                  | Oboe             | 8′    |
|                      | Tremulant        |       |

| Pedal C–g1 |                |     |
| 23.        | Subbass        | 16′ |
| 24.        | Oktavbass      | 8′  |
| 25.        | Gedacktbass    | 8′  |
| 26.        | Stille Posaune | 16′ |
| 27.        | Trompete       | 8′  |

- Koppeln:

Normalkoppeln:I/II, I/III II/III, I/P, II/P, III/P
Superoktavkoppel: III/P
- Spielhilfen: 64-facher Setzer, Mixturen ab, Zungeneinzelabsteller.

In der Kirche befindet sich noch eine kleine Truhenorgel, die ebenfalls von Hey gefertigt wurde.

## Bilder

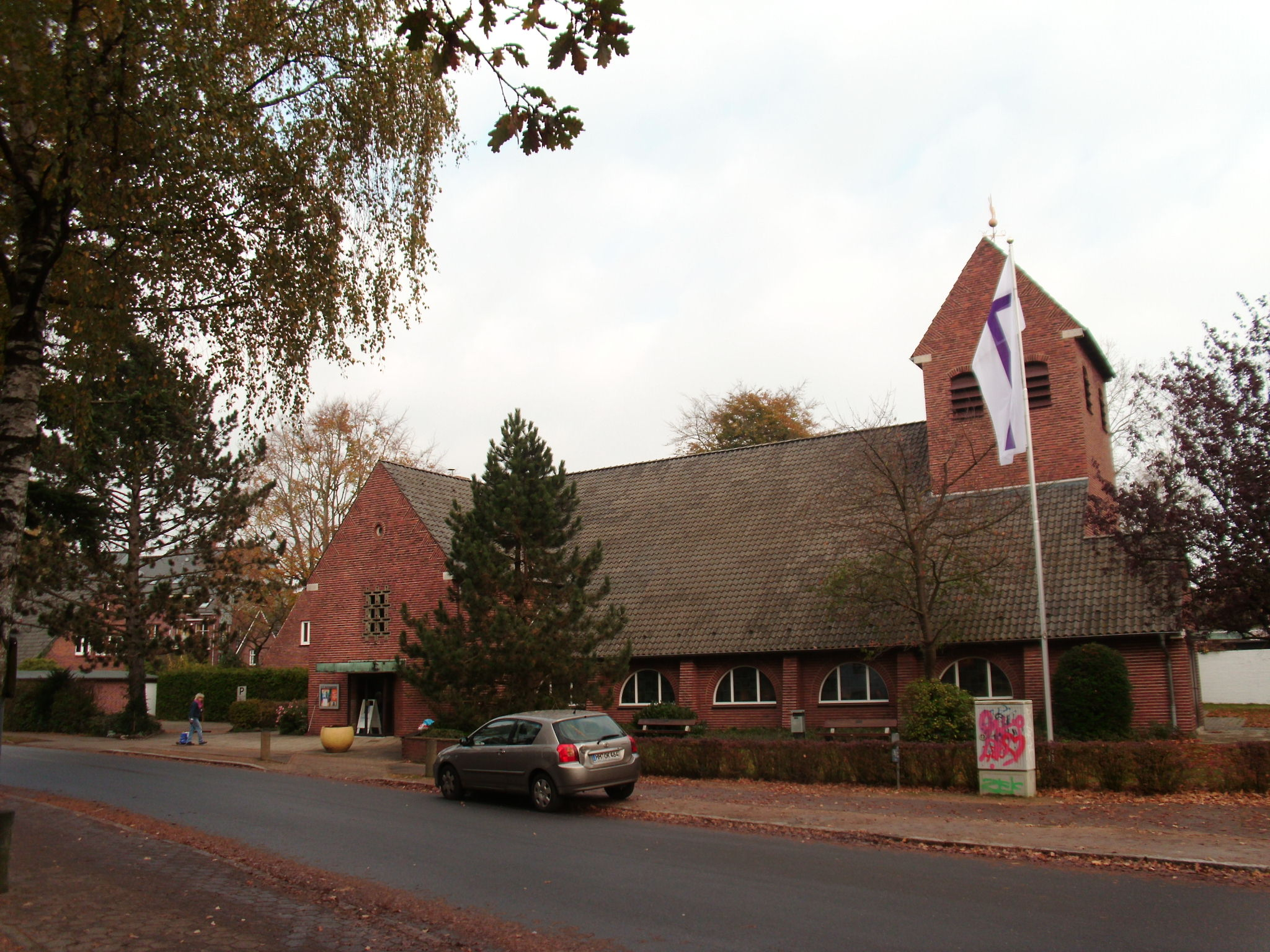
Vollständige Ansicht von Süden
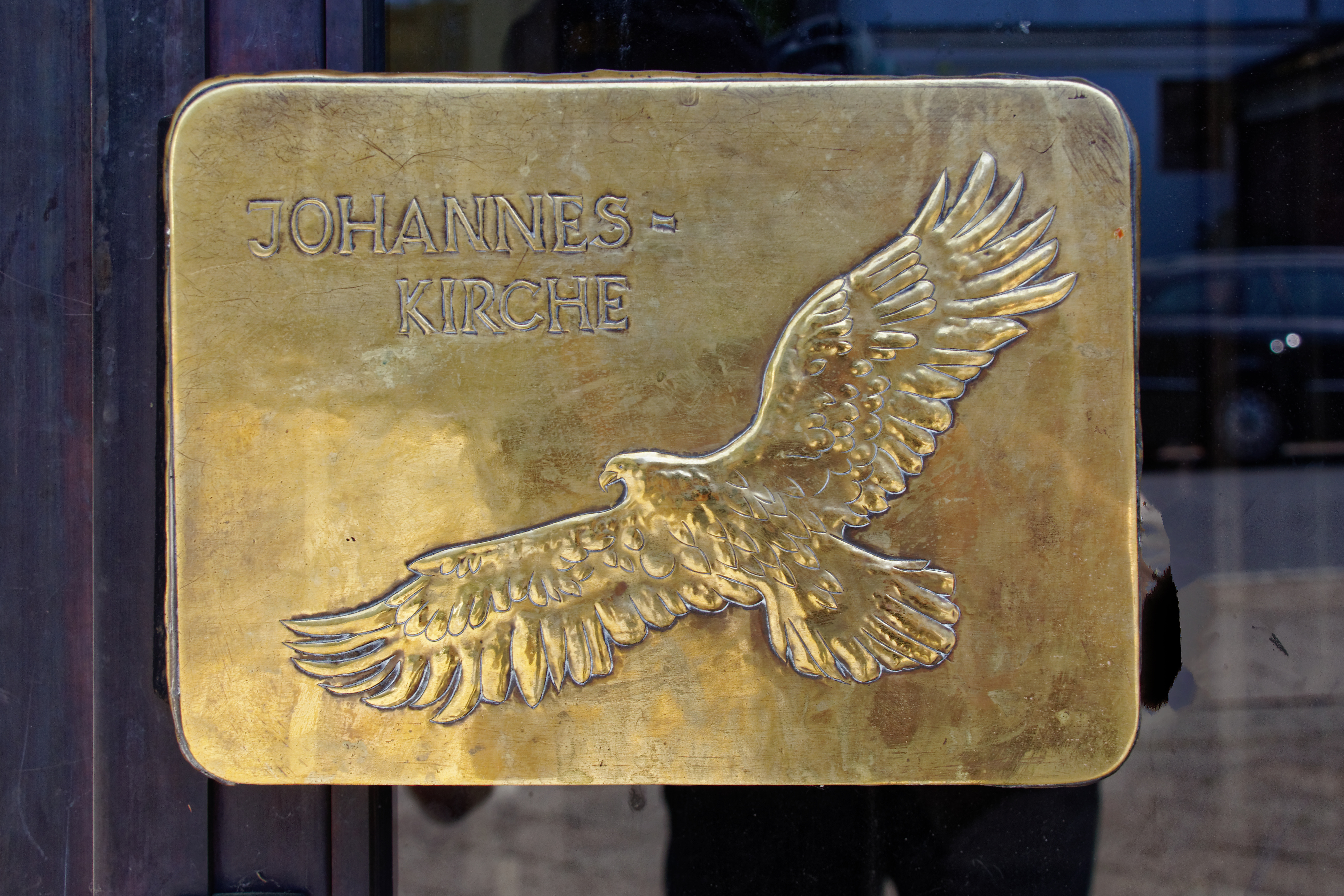
Symbol des Evangelisten Johannes auf dem Türknauf
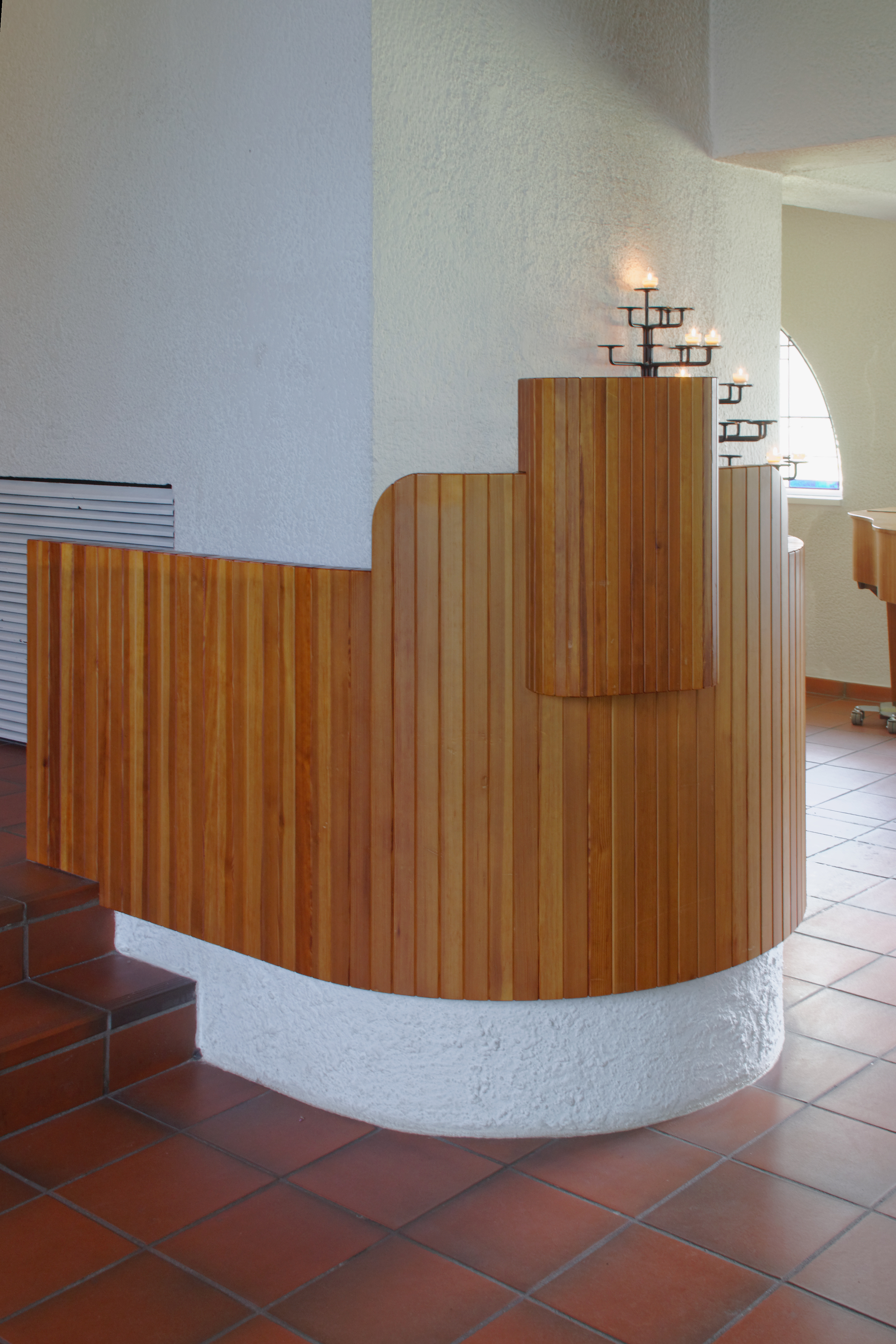
Kanzel von 1983 bis 2023
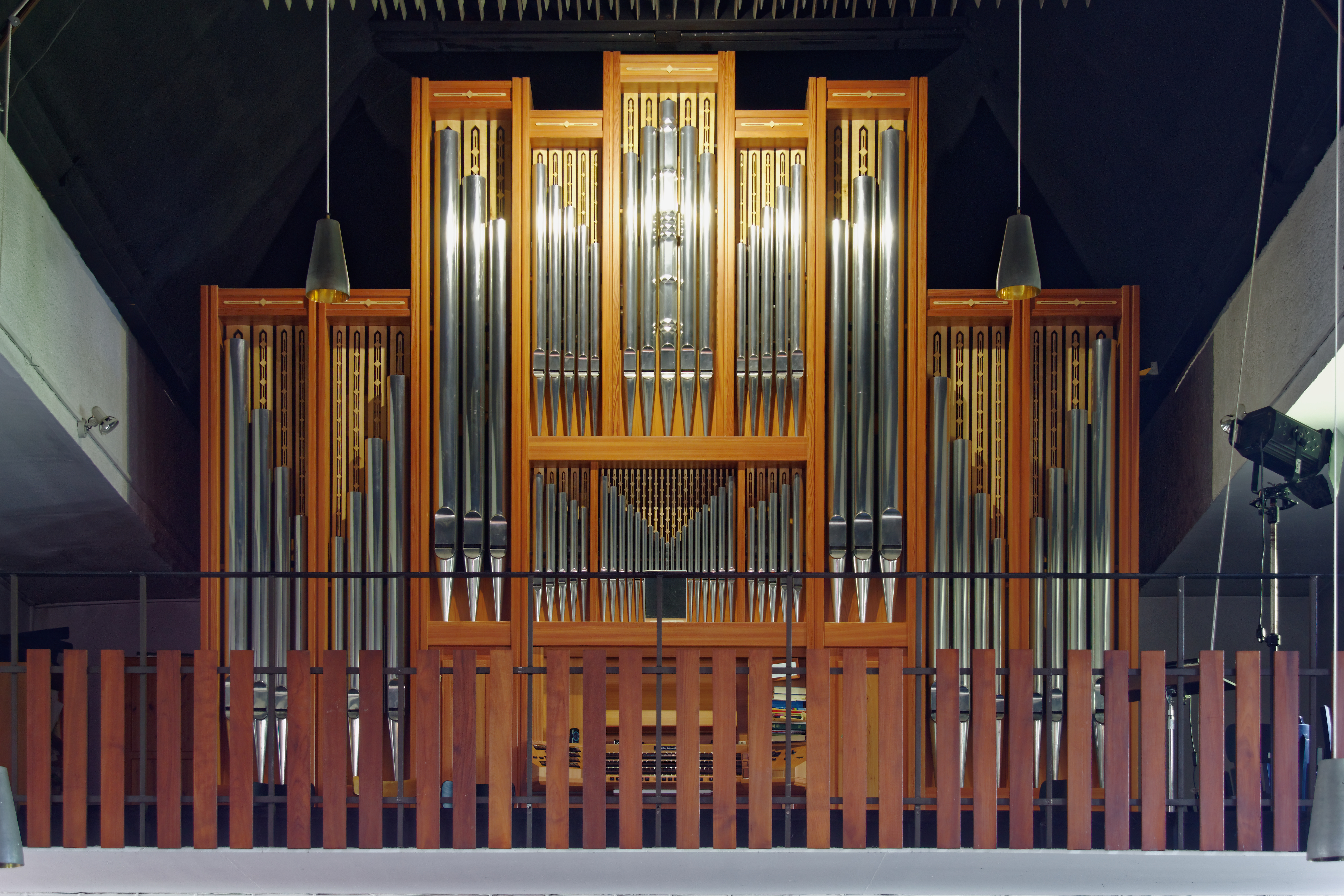
Orgelprospekt